# Easy Action
Easy Action – drugi album zespołu Alice Cooper, wydany w 1970 roku.

## Lista utworów
| 1. | „Mr. and Misdemeanor”       | 3:05  |
|    |                             |       |
| 2. | „Shoe Salesman”             | 2:38  |
|    |                             |       |
| 3. | „Still No Air”              | 2:32  |
|    |                             |       |
| 4. | „Below Your Means”          | 6:41  |
|    |                             |       |
| 5. | „Return of the Spiders”     | 4:33  |
|    |                             |       |
| 6. | „Laughing at me”            | 2:12  |
|    |                             |       |
| 7. | „Refrigerator Heaven”       | 1:54  |
|    |                             |       |
| 8. | „Beautiful Flyaway”         | 3:02  |
|    |                             |       |
| 9. | „Lay Down and Die, Goodbye” | 7:36  |
|    |                             |       |
|    |                             | 34:13 |
|    |                             |       |

## Skład
- Alice Cooper –Wokal, harmonijka
- Glen Buxton – Gitara
- Michael Bruce – Gitara Rytmiczna, pianino
- Dennis Dunaway – bas
- Neal Smith – Perkusja
- David Briggs – pianino w "Shoe Salesman"